# Conny Hannes Meyer
Conny Hannes Meyer (* 18. Juni 1931) ist ein österreichischer Regisseur und Schriftsteller.

## Jugend
Conny Hannes Meyer wurde 1931 als Sohn eines jüdischen Geschäftsreisenden geboren und verbrachte seine frühe Kindheit in Salzburg, Berlin und Steyr. Er wurde evangelisch, später im Kinderheim, in das er mit Beginn der Schulpflicht verbracht wurde, noch einmal katholisch getauft.
Seit seinem 7. Lebensjahr war er in Gießhübl, später in einem Sammelheim der NSV für „rassisch minderwertige“ Kinder in der Rückertgasse im 16. Bezirk in Wien (Ottakring) interniert, das von der SS übernommen wurde. Von dort wurde er, seinen 2005 veröffentlichten Lebenserinnerungen zufolge, 1942 ins Konzentrationslager Mauthausen deportiert. Nach dem Zweiten Weltkrieg absolvierte er eine Ausbildung zum Schriftsetzer. Er war in erster Ehe mit der Schauspielerin Ilse Scheer verheiratet.

## Theatergründer und Regisseur
Im April 1955 gründete Conny Hannes Meyer mit Erwin Pikl und Erich Pateisky den Verein „Neue Österreichische Tribüne“, der ab 1. Mai 1955 ein Kellerlokal im Wiener 9. Bezirk, Liechtensteinstraße 132 mietete. Unter dem Namen Experiment – kleine Bühne am Liechtenwerd fand am 2. Februar 1956 die erste offizielle Veranstaltung – eine Dichterlesung – statt, am 21. Juni 1956 die erste Premiere.
1958 verließ Meyer das Experiment und gründete das Theaterensemble Die Komödianten, das 1963 seinen regelmäßigen Theaterbetrieb im Theater am Börseplatz aufnahm und bald zu einem Zentrum avantgardistischen Theaterschaffens der Wiener Theaterszene wurde. Hier inszenierte Meyer 1970 Die Ausnahme und die Regel, eines der Lehrstücke von Bertolt Brecht. „Der Höhepunkt 1968 war das Theater am Börseplatz mit Conny Hannes Meyer, das war ganz wesentlich für uns damals, da ist jeder hingegangen“, erinnert sich der Wiener Regisseur Hubsi Kramar.
Im Jahr 1974 übersiedelte das Ensemble in das neue Theater im Künstlerhaus. Im Frühjahr 1980 kam es zu einer Komödiantenkrise, als Mayer unter seinen Schauspielern zehn von sechzehn Jahresverträgen kündigte, was die Intervention des Wiener Kulturstadtrates Helmut Zilk (1927–2008) nach sich zog. Das Theater im Künstlerhaus wurde 1985 geschlossen (und 1987 als Spielstätte für freies Theater wiedereröffnet). Seitdem war Meyer als freier Regisseur und Schriftsteller tätig.
1992 rief er die „Theaterarbeit in den Burgenländischen Kulturzentren“ ins Leben. Er unternahm außerdem zahlreiche Vortragsreisen im Auftrag des Bundesministeriums für Auswärtige Angelegenheiten.
Seine Regietätigkeit begann 1956 im Theater Experiment am Liechtenwerd mit Jura Soyfers „Vineta“  und „Columbus“. Er schuf rund 180 Inszenierungen eigener und fremder Stücke für zahlreiche Bühnen Österreichs und des Auslands, beispielsweise für die Freie Volksbühne Berlin Hochzeitstag von William MacIlwraith (1970), für das Landestheater Tübingen (LTT) Shakespeares Der Kaufmann von Venedig (1974), für das Nationaltheater Mannheim (Kleines Haus) von Ben Jonson Volpone (1976) und für das Nürnberger Schauspielhaus von Friedrich Dürrenmatt Die Physiker (1982). In Wien inszenierte er von Peter Handke Der Ritt über den Bodensee am Akademietheater (1972), von Ödön von Horváth das Stück Italienische Nacht am Burgtheater (1978) und – in einer eigenen Übertragung aus dem schlesischen Originaltext ins Wienerische – Gerhart Hauptmanns Rose Bernd am Volkstheater (1979).
Die Schwerpunkte seines Spielplans lagen auf sozialkritischen, zeitgeschichtlichen Themen nach dem Vorbild seiner Jugend, Bertolt Brecht, der immer auch einen besonderen Stellenwert in seinem Spielplan einnahm. So inszenierte er für das Landestheater Tübingen (LTT) dessen Dramen Die heilige Johanna der Schlachthöfe (1973) und Der gute Mensch von Sezuan (1978).

## Autor
Conny Hannes Meyer entwickelte mit seinem Ensemble einen eigenständigen Inszenierungs- und Spielstil und brachte eine Reihe eigener Dramen zur Aufführung, die – ebenso wie sein Spielplan – seine politisch und sozial engagierte Gesinnung widerspiegeln.
2005 veröffentlichte er seine Autobiographie, in der er über seine Internierung im KZ Mauthausen berichtete. Die Glaubwürdigkeit der nur mit wenigen überprüfbaren, teils den historischen Tatsachen widersprechenden Angaben belegten Erzählung wurde von Kritikern angezweifelt und als Wilkomirski-Syndrom gedeutet. Über die Zweifel an seiner Internierung äußerte er sich in einem Interview.
Mit seiner Ehefrau Barbara Huemer liest er seit 2006 in der Wiener „Bibliothek ungelesener Bücher“, die Julius Deutschbauer in einem Raum in der Herklotzgasse 21 im 15. Wiener Bezirk betreibt.

## Ehrungen
- Im Jahre 1970 wurde Conny Hannes Meyer die Kainz-Medaille für die Regie von Brechts Die Ausnahme und die Regel (Theater am Börseplatz) verliehen.
- Das als Hörspiel im ORF gesendete Beth Ha Chajim oder Albertinaplatz erhielt den Hörspielpreis 1993 (2. Platz).
- Im Dezember 2010 wurde ihm von der Internationalen Nestroy-Gesellschaft die Johann-Nestroy-Ehrenmedaille verliehen.
- 2011 erhielt er das Goldene Verdienstzeichen des Landes Wien

## Werke

### Lyrik
- Den Mund von Schlehen bitter. Otto Müller Verlag, Salzburg 1960 (Neuauflage Verlag Bibliothek der Provinz, Weitra 2011, ISBN 978-3-902416-99-5)
- Abseits der Wunder. Bilder von Franz Stadlmann. Verlag für Jugend und Volk, Wien/München 1963 (Neuaufl. Verlag Bibliothek d. Provinz, Weitra 2011, ISBN 978-3-902416-98-8)
- Abschied. Siebzehnsilbig. Verlag Bibliothek d. Provinz, Weitra 2011, ISBN 978-3-901862-04-5.

### Dramatik
- Die Pompfüneberer. UA Wien, ehemaliges Theater am Kärntnertor, 1962
- Hamlet in Mauthausen. 14 Szenarien mit 83 Szenen, erweiterte 2. Fassung 1985. UA Wien, Theater am Börseplatz, 1963
- Die schlesische Nachtigall. Szenarium aus dem Leben einer gefürchteten Dichterin unter Nutzung originaler Texte der Friederike Kempner. UA Wien, Theater am Börseplatz, 1964
- Blaubart. Montage und Bearbeitung von Fragmenten Georg Trakls. UA Wien, Theater am Börseplatz, 1964
- Die Sache mit Dornröschen. Ein Märchenspiel in sieben Bildern. UA Wien, Theater am Börseplatz, 1970
- Heute Abend Lola Blau. (Für Topsy Küppers.) Ein Theaterstück von Georg Kreisler. UA Wien, Kleines Theater im Konzerthaus, 1971
- Aus der Matrazengruft. Unter Verwendung originaler Texte des Dichters Heinrich Heine. UA Wien, Theater am Börseplatz, 1973
- Alptraum ein Leben. Poetische Montage aus Originaltexten von Franz Grillparzer. Zur Entstehung der österreichischen Resignation nebst einer satirischen Ehrung des berühmten Bürgers für vorbildlich gelebte Resignation. UA Wien, Theater im Künstlerhaus, 1979
- Des Kaisers treue Jakobiner. Episches Historiendrama unter Mitarbeit von Otto Lakmaier. UA Wien, Theater im Künstlerhaus, 1979 (Druckfassung: Sessler, Wien/München 1979)
- Karl ist krank. Szenen aus der Ersten Republik. UA Wien, Theater im Künstlerhaus, 1984 (Druckfassung: Sessler, Wien/München 1986)
- Angelo Soliman oder Die schwarze Bekanntschaft. UA Wien, Theater im Künstlerhaus, 1984 (Druckfassung: Sessler, Wien/München 1983)
- Mit Till unterwegs. Eine Szenenfolge in 17 Historien. Auftragsarbeit für das Theater der Jugend, UA Wien, Renaissancetheater 1989
- Beth Ha Chajim oder Albertinaplatz. Szenen vom Albertinaplatz in der österreichischen Stadt Wien, Hörspiel, 1993 (Druckfassung: Verlag Bibliothek d. Provinz, Weitra 2011, ISBN 978-3-902416-52-0)
- Die Blutsäule, nach einem Manuskript von Soma Morgenstern, UA Synagoge in Baden bei Wien, 1999
- Schweigejahre oder die Fladnitzer. Hörspiel, ORF Wien

### Sonstiges
- Jakob Taubers langer Brief. Verlag Jungbrunnen, Wien 1963
- Ab heute singst du nicht mehr mit. Aufzeichnungen einer Kindheit, Fritz Molden Verlag, Wien 2006, ISBN 3-85485-162-6.